# Філемон і Бавкіда

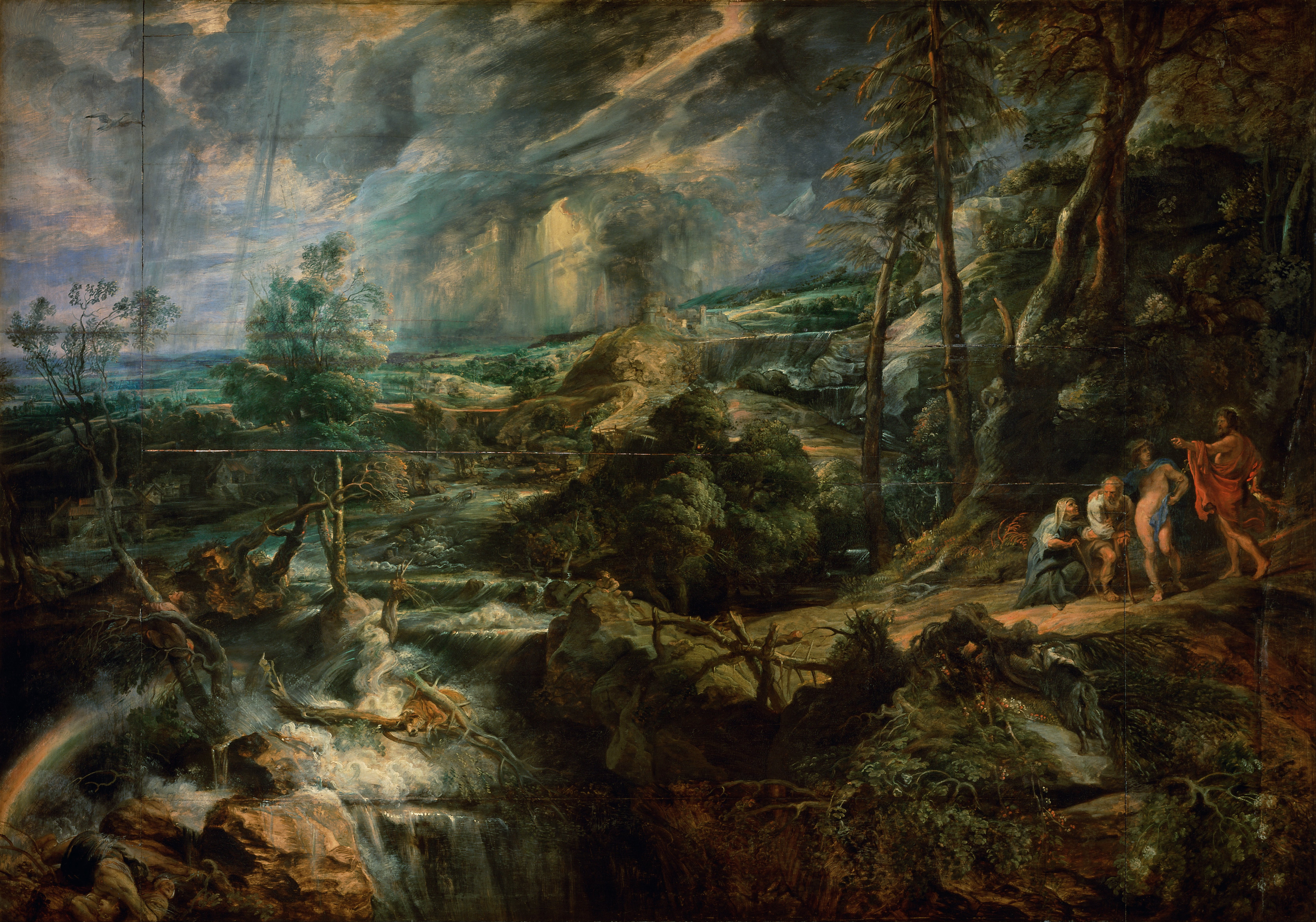
Пітер Пауль Рубенс. «Пейзаж з бурею та Філемоном і Бавкідою», бл. 1625. Музей історії мистецтв, Відень

Філемо́н і Бавкі́да (лат. Philemon et Baucis) — герої античного міфу, старе гостинне подружжя. Одного разу Юпітер і Меркурій під виглядом мандрівників зійшли на землю, щоб побачити, чи додержують люди священних законів. Після заходу сонця вони прибули в якесь селище і, йдучи від дому до дому, шукали, де переночувати. Однак перед двома подорожніми зачинялись усі двері, тільки Філемон і Бавкіда радо вітали чужинців. Тоді розгнівані боги затопили всю долину водою, лишивши неушкодженою тільки хатину старого подружжя. Ця хатина стала храмом, а двоє старих — жерцями, яким боги подарували довголіття. Філемон і Бавкіда так любили одне одного, що боги задовольнили їхнє бажання померти в один день. Після смерті Філемон став дубом, а Бавкіда — липою.
У трагедії Гете «Фауст» Філемон і Бавкіда стають жертвами підступних замірів Мефістофеля.
У переносному значенні Філемон і Бавкіда — нерозлучне старе подружжя.